# Метилізоціанід
Метилізоціанід або ізоціанометан ― органічна сполука, що належить до групи ізоціанідів. Ця безбарвна рідина ізомерна та ізоелектронна щодо метилціаніду (ацетонітрилу), але її реакційна здатність дуже відрізняється. На відміну від ледь солодкого, ефірного запаху ацетонітрилу, запах метилізоціаніду, як і інших простих летких ізоціанідів, виразно проникливий і мерзенний. Метилізоціанід в основному використовується для створення 5-членних гетероциклічних кілець. Відстань C-N у метилізоціаніді дуже коротка, 1,158 Å, що є характерним для ізоціанідів.

## Приготування і застосування
Метилізоціанід вперше був отриманий А. Готьє реакцією ціаніду срібла з йодометаном. Загальним методом отримання метилізоціанідів є дегідратація N-метилформаміду. Багато ціанідів металів реагують з метилюючими агентами, утворюючи комплекси метилізоціаніду. Цей тип реактивності вважається важливим елементом у походження життя.
Метилізоціанід корисний для отримання різноманітних гетероциклів. Його часто використовують для отримання ізоціанідних комплексів перехідних металів.

## Безпека
Метилізоціанід дуже ендотермічний (ΔfH⦵(г) = +150,2 кДж/моль, 3,66 кДж/г) і може вибухово ізомеризуватися до ацетонітрилу. Зразок вибухнув при нагріванні в запаяній ампулі та під час повторної дистиляції при 59 °C і 1 бар, крапля рідини впала у суху колбу кип'ятильника і викликала сильний вибух. Вибуховий розпад метилізоціаніду детально вивчено.